# العلاقات الجامايكية العمانية
العلاقات الجامايكية العمانية هي العلاقات الثنائية التي تجمع بين جامايكا وسلطنة عمان.

## مقارنة بين البلدين
هذه مقارنة عامة ومرجعية للدولتين:
| وجه المقارنة                                              | جامايكا       | سلطنة عمان    |
| --------------------------------------------------------- | ------------- | ------------- |
| المساحة (كم2)                                             | 10.99 ألف     | 309.50 ألف    |
| عدد السكان (نسمة)                                         | 2.95 مليون    | 4.64 مليون    |
| الكثافة السكانية (ن./كم²)                                 | 268.43        | 14.99         |
| العاصمة                                                   | كينغستون      | مسقط          |
| اللغة الرسمية                                             | لغة إنجليزية  | اللغة العربية |
| العملة                                                    | دولار جامايكي | ريال عماني    |
| الناتج المحلي الإجمالي (بليون دولار)                      | 14.77 مليار   | 72.64 مليار   |
| الناتج المحلي الإجمالي (تعادل القوة الشرائية) بليون دولار | 24.79 مليار   | 179.49 مليار  |
| الناتج المحلي الإجمالي الاسمي للفرد دولار أمريكي          | 5.23 ألف      | 15.55 ألف     |
| الناتج المحلي الإجمالي للفرد دولار أمريكي                 | 8.88 ألف      | 38.63 ألف     |
| مؤشر التنمية البشرية                                      | 0.719         | 0.793         |
| رمز المكالمات الدولي                                      | +1876         | +968          |
| رمز الإنترنت                                              | .jm           | عمان          |
| المنطقة الزمنية                                           | 00            | ت ع م+04:00   |

## منظمات دولية مشتركة
يشترك البلدان في عضوية مجموعة من المنظمات الدولية، منها:
| علم المنظمة | اسم المنظمة                               | تاريخ انضمام جامايكا | تاريخ انضمام سلطنة عمان |
| ----------- | ----------------------------------------- | -------------------- | ----------------------- |
|             | يونسكو                                    | 7 نوفمبر 1962        | 10 فبراير 1972          |
|             | وكالة ضمان الاستثمار متعدد الأطراف        | 12 أبريل 1988        | 1989                    |
|             | الأمم المتحدة                             | 18 سبتمبر 1962       | 7 أكتوبر 1971           |
|             | الاتحاد البريدي العالمي                   | ?                    | ?                       |
|             | البنك الدولي للإنشاء والتعمير             | 21 فبراير 1963       | 1971                    |
|             | المنظمة الهيدروغرافية الدولية             | ?                    | ?                       |
|             | الاتحاد الدولي للاتصالات                  | 18 فبراير 1963       | 28 أبريل 1972           |
|             | منظمة حظر الأسلحة الكيميائية              | ?                    | ?                       |
|             | مؤسسة التمويل الدولية                     | 31 مارس 1964         | 1973                    |
|             | المركز الدولي لتسوية المنازعات الاستشارية | 14 أكتوبر 1966       | 1995                    |
|             | منظمة التجارة العالمية                    | ?                    | 2000                    |
|             | منظمة الشرطة الجنائية الدولية             | ?                    | ?                       |

## وصلات خارجية
- موقع وزارة الخارجية الجامايكية
- موقع وزارة الخارجية العمانية